# Ognjen Vukojević
Ognjen Vukojević, född 20 december 1983 i Bjelovar, Jugoslavien (nuvarande Kroatien), är en kroatisk före detta fotbollsspelare. Vukojević spelade under sin karriär för Kroatiens landslag.